# Des Plaines River
Der Des Plaines River ist der rechte Quellfluss des Illinois River in den US-Bundesstaaten Illinois und Wisconsin. Er hat eine Länge von 214 km. Das Einzugsgebiet (ohne DuPage River) umfasst ein Areal von 4025 km² (3418 km² in Illinois, 607 km² in Wisconsin). Der mittlere Abfluss in Joliet beträgt 108 m³/s. Dieser Pegel befindet sich unterhalb der Einmündung des Chicago Sanitary and Ship Canal.

## Verlauf
Der Des Plaines River entspringt 2 km ostsüdöstlich von Union Grove im Racine County im Südosten von Wisconsin. Der Fluss strömt anfangs nach Süden, dann ein Stück nach Osten. Anschließend wendet er sich nach Süden und verläuft über 80 km parallel zum etwa 10 km entfernten Westufer des Michigansees. Er überquert nach insgesamt 46 Flusskilometern die Grenze nach Illinois. Später passiert er Gurnee, Libertyville und Des Plaines sowie mehrere westliche Vororte von Chicago. Danach wendet er sich in Richtung Südwest. Der Chicago Sanitary and Ship Canal verläuft nun etwa 40 km parallel zum Des Plaines River, bevor er bei Joliet in diesen mündet. Weitere 25 km flussabwärts trifft der Des Plaines River schließlich auf den Kankakee River, mit welchem er den Illinois River bildet. Wichtigster natürlicher Zufluss ist der DuPage River, der nur wenige Kilometer oberhalb des Kankakee River von rechts in den Des Plaines River mündet.